# Mobaye
Mobaye est une ville de République centrafricaine, chef-lieu de la préfecture de Basse-Kotto dont elle constitue l'une des six sous-préfectures.

## Géographie
La ville est située sur la rive droite de la rivière Oubangui, affluent du fleuve Congo, face à la localité de Mobayi-Mbongo, ancienne Banzyville en République démocratique du Congo.
La ville de Mobaye est peuplée essentiellement par les Sango, dont la langue locale a donné son nom à la langue nationale de la Centrafrique, le sango. D'autres ethnies sont présentes dans la localité, telles les Banda Ngbugu et les Yakoma, ces derniers appartenant au groupe Ngbandi, comme les Sango.
La commune est située au sud de la préfecture de Basse-Kotto et s’étend sur la rive droite de l’Oubangui, face à la République démocratique du Congo.
|        | Mbélima   |       |
| Ouambé | Mobaye    | Mboui |
|        | Congo RDC |       |

## Histoire

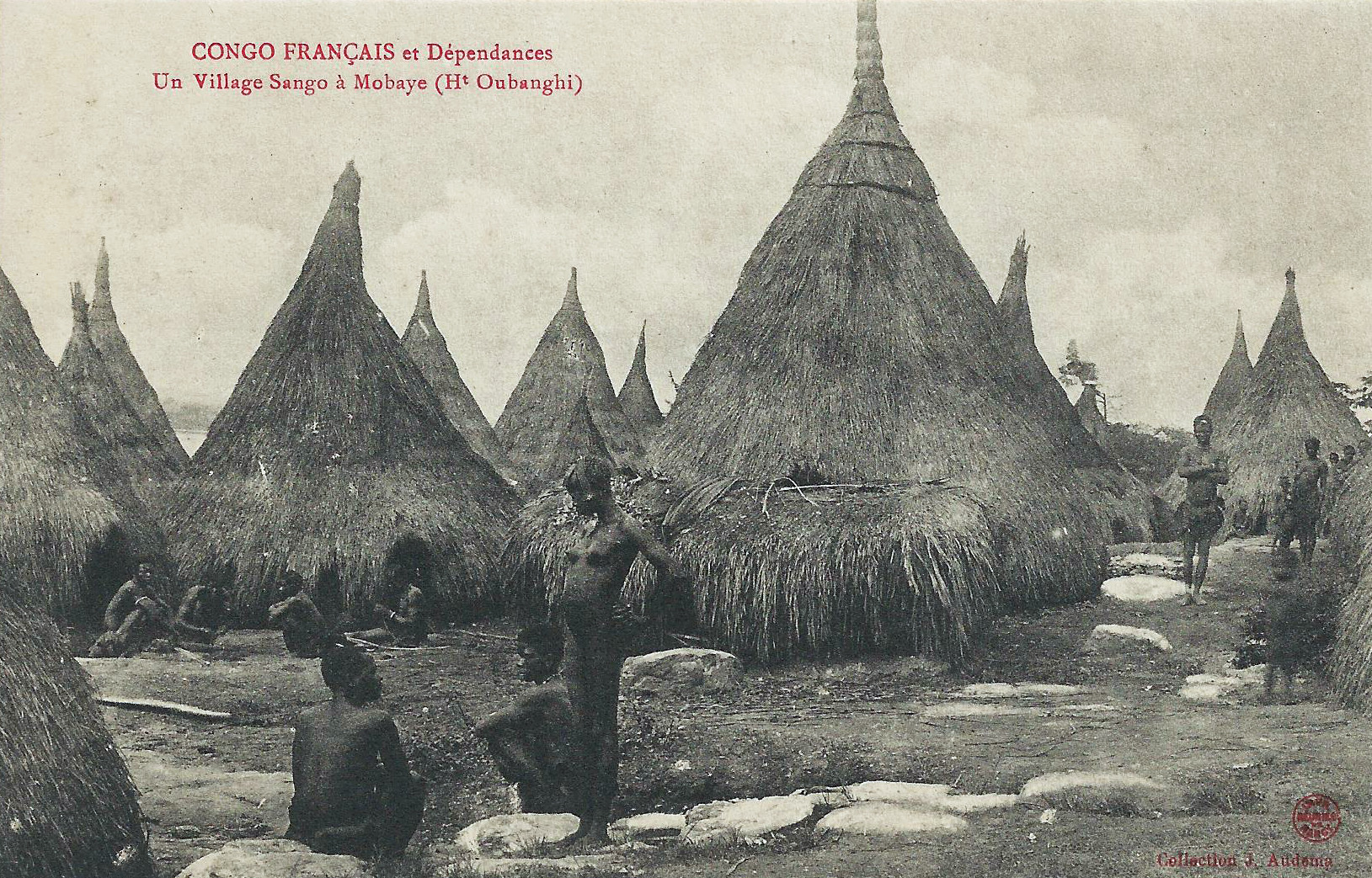
Village sango à Mobaye (vers 1900)

- 14 août 1891, envoyé par Brazza, l’administrateur colonial Gaston Pierre Gaillard fonde un poste français à Mobaye. Le poste administratif et militaire est érigé en chef-lieu du Haut-Oubangui.
- 4 décembre 1902, création du cercle de Mobaye, dans la région du Haut-Oubangui.
- 22 novembre 1908, Mobaye est chef-lieu de la région de Kouango-Kotto, issue de la division du Haut-Oubangui, création de la Subdivision de Mobaye.
- En 1930, la société cotonnière Kotto installe une usine d'égrenage, cette société devient plus tard la Cotoubangui[2].
- 16 octobre 1946, création du district de Mobaye. En 1950, la ville devient le chef-lieu de la région de Basse-Kotto créée par la séparation de la partie sud-est de l'ancienne région de Ouaka-Kotto.
- 23 janvier 1961, Mobaye devient le chef-lieu de la préfecture de Basse-Kotto en République centrafricaine, la localité est également chef-lieu de sous-préfecture[3].
- 24 novembre 1989, inauguration de la centrale hydroélectrique de Mobayi-Mbongo, qui permet l’électrification de la ville.

## Quartiers et villages
La ville de Mobaye est constituée de 14 quartiers : Courbe-Loba, Gbamangui, Koumoudou 2, Koumoudou 1, Lawa, Mission Elim, Mobaye-Poste, Ndouhou, Nzakara-Boukoumbe, Paris-Congo, Poto-Poto, Rounga, Sinda, Tongba-Nzengue.
La commune compte 93 villages en zone rurale recensés en 2003 : Balekpa, Bambou, Banda-Zouate, Banvale, Batalimo, Bodo, Boh, Bokoumbe, Bounda, Boyidou, Chola, Danga Sombo, Dia Nguizou, Dikili, Dimangoua, Dingba, Djagro, Djenda, Gbada, Gbamabounda, Gbama-Kpetene, Gbama-Loumba, Gbele-Gbando, Gbele-Kouguere, Gneki, Gogo, Goro 1, Goro 2, Goto-Loumba, Goualassou, Kanda, Karagba, Kegba, Koma 1, Koma 2, Koma 3, Kongo, Kpekambo, Kpekambo 2, Kpekere, Kpengombe, Kpetene 1, Kpetene 2, Kpewango, Kpeyoro, Kpotigui, Lembo-Gboronga, Lembo-Gboulouvou, Lembo-Yakpa, Lembo-Zozo, Louma, Loumbangui, Mafounga-Mboui, Mafounga-Mogbando, Mafounga-Yendo, Mboma, Mofounga-Guigbia, Moune, Ndambolo, Ndia-Gboute, Ndia-Ngboka, Ndiatogba, Ndokpa 2, Ngatale 1, Ngatale 2, Ngbenika, Ngbere, Ngbibolo, Ngbikouma, Ngbingala, Ngonda-Ngbota, Ngoundakonzi, Ngoutolo, Nguelegui 3, Ngueligui 1, Nguelingui 2, Nzinga, Oye, Pitou, Sinda 1, Sinda-Kpetene, Societe-Loumba, Somba 1, Somba 2, Toundoulou, Traogogo, Vossongo, Wapo, Yabrou, Zamba, Zima 2, Zouangonda, Zouate.

## Éducation
L'enseignement secondaire est assuré au lycée de Mobaye.

## Société
La ville est le siège de la paroisse catholique Saint-Joseph de Mobaye, fondée en 1954, elle dépend du diocèse d'Alindao.

## Économie
Par la volonté, du Président congolais Mobutu Sese Seko qui souhaita électrifier sa ville de Gbadolite située sur la rive gauche de l’Oubangui, et dans laquelle se trouvait sa résidence. Depuis 1989, le seuil de Mobaye sur l’Oubangui est le lieu de l’aménagement d’un barrage et de la centrale hydroéléctrique de Mobayi-Mbongo installée côté Congo RDC.
Ce qui permit à Mobaye de devenir la deuxième ville centrafricaine à bénéficier d'un réseau électrique alimenté par une centrale hydroélectrique, après la capitale Bangui. Cet aménagement n’étant pas doté d’écluse, la navigation en provenance de Bangui n’est plus possible au-delà de Mobaye.

## Personnalités liées
- Thérèse Dejean (1946-), avocate et magistrate centrafricaine, y est née.